# Zamar (muhafaza)
Zamar (arap. ذمار) je jedna od 20 jemenskih muhafaza. Ova pokrajina nalazi se jugoistočno od muhafaze Sane, sjeverno od Ibba, istočno od al-Hudaide, te sjeverozapadno od Al-Baide u središnjem Jemenu. 
Zamar ima površinu od 7590 km² i 1,339.229 stanovnika, a gustoća naseljenosti iznosi 176,4 st./km². 
Muhafaza Zamar je planinski kraj - najviši u cijelom Jemenu, većina teritorija se nalazi iznad 2500 metara. Unatoč velikoj nadmorskoj visini, temperature su vrlo visoke tijekom dana, u rasponu između 25 i 30 °C. Ali nije neobično vidjeti mraz tijekom večeri za zimskih mjeseci. Iako ne postoje egzaktna mjerenja, procjenjuje se da količina oborina varira između 400 i 500 mm godišnje, a one uglavnom padaju između mjeseca ožujka i travnja odnosno između srpnja i kolovoza. U nekim slučajevima količina tih oborina uzrokuje poplave, kao što je bilo u travnju 2006. godine.
Pokrajina Zamar je pretežno poljoprivredno područje.